# Idiolispa hungarica
Idiolispa hungarica är en stekelart som först beskrevs av Szepligeti 1916.  Idiolispa hungarica ingår i släktet Idiolispa och familjen brokparasitsteklar. Inga underarter finns listade i Catalogue of Life.